# Personnages de Grand Theft Auto III
 (mars 2025).
- Si vous ne connaissez pas le sujet, laissez ce bandeau (vous pouvez alors contacter les auteurs).
- Si vous supprimez le contenu mis en cause (vous pouvez préalablement contacter les auteurs),

argumentez précisément cette suppression dans la page de discussion
(un manque de référence n'est pas un argument ; une recherche réelle de référence doit avoir été effectuée, être formellement documentée).
 (mars 2025).
Motif : Où sont les sources secondaire et centrée sur le sujet ?
- Archive Wikiwix
- Bing
- Cairn
- DuckDuckGo
- E. Universalis
- Gallica
- Google
- G. Books
- G. News
- G. Scholar
- Persée
- Qwant
- (zh) Baidu
- (ru) Yandex
- (wd) trouver des œuvres sur Wikidata

| 1. | Préciser le motif de la pose du bandeau. | Précisez le motif de la pose du bandeau en utilisant la syntaxe suivante : {{admissibilité à vérifier\|date=avril 2025\|motif=remplacez ce texte par le motif}}                                          |
| 2. | Informer les utilisateurs concernés.     | Pensez à avertir le créateur de l'article, par exemple, en insérant le code ci-dessous sur sa page de discussion : {{subst:avertissement admissibilité à vérifier\|Personnages de Grand Theft Auto III}} |

Grand Theft Auto III est un jeu qui est le premier de la troisième génération de la série Grand Theft Auto. Le jeu met en scène de nombreux personnages que l'on retrouve pour la plupart dans d'autres épisodes de la série. Ces personnages sont parfois doublés par des acteurs renommés comme Michael Madsen, Frank Vincent, Joe Pantoliano et Robert Loggia.

## Personnages principaux

### Claude
Claude  est le héros de GTA III. De tout le jeu, il ne dit pas un mot. Au début de GTA III, sa copine Catalina le laisse pour mort durant un braquage. Ayant survécu, il progresse rapidement dans le milieu du crime pour finalement tuer cette dernière. Claude fait également une apparition dans San Andreas, disputant une course contre C.J. et lui laissant un garage abandonné.

### Catalina
Catalina est la principale antagoniste du jeu. Au début du jeu, après un vol de banque dans la ville de Liberty City, Catalina trahit son ami de cœur depuis une décennie: Claude Speed, en lui tirant dessus avant de l'abandonner inconscient. Elle disparaît ensuite, jusqu'à ce que Claude découvre qu'elle dirige le Cartel des Colombiens avec Miguel. Catalina est en quête de mettre sur le marché noir une drogue très puissante baptisé sous le nom de « SPANK », qui pourrait lui empocher des millions de dollars. Sachant que son ancien partenaire survit lors des derniers attentats, Catalina tente par tous les moyens de l'éliminer, mais Claude réussit à esquiver ses tentatives et la retrouva dans le chantier d'un immeuble en construction pour la confronter. Piégée par Claude, elle tira sur Miguel avant de l'abandonner et de s'échapper. Refusant de s'avouer vaincue, Catalina revient au chantier pour profiter de l'absence de Claude en tuant l'une des têtes dirigeantes des Yakuzas: Asuka, ainsi que son ancien partenaire Miguel qui est retenu prisonnier par Asuka et Maria. Elle a aussi enlevé Maria, l'amie de Claude pour forcer ce dernier à verser une rançon de 500 000 $ s'il veut la revoir vivante. Après que Claude lui donna l'argent à Catalina, celle-ci bafoua à sa promesse: elle emmena Maria à bord d'un hélicoptère et ordonne à ses hommes de l'éliminer. Claude réussit à s'enfuir et la retrouva au barrage avant d'abattre l'hélicoptère dans laquelle Catalina se trouvait.
Le site du Liberty Tree explique que Catalina et Claude ont commis de nombreux braquages dans le sud du pays avant d'arriver à Liberty City en octobre 2001.
Apparue pour la deuxième fois dans le succès de Grand Theft Auto: San Andreas, plus jeune et devenant plus violente. Catalina est la cousine de Cesar, elle incitait Carl Johnson à participer à une série de braquages dans les petites villes au nord de Los Santos, et l'oblige à avoir une relation amoureuse avec elle. Elle fait connaissance de son nouvel amoureux, Claude Speed. Après que ce dernier soit battu aux courses par C.J., Catalina donna à Carl un garage situé à San Fierro au lieu de la voiture car elle et Claude en ont besoin pour aller s'installer à Liberty City. Catalina annonça à Carl qu'elle coupe définitivement les ponts avec lui pour refaire sa vie avec Claude. Après le générique, durant la partie libre, elle téléphona à répétition à Carl bien qu'elle ait dit avoir coupée tout contact avec ce dernier.

### Maria Latore
Maria Latore (aussi nommée La Torra) est la seconde épouse de Salvatore. Claude a pour mission de veiller sur elle durant une réunion de la Mafia, l'emmenant finalement chercher de la drogue avant de la déposer à une rave party et de lui permettre d'échapper à la police. Ayant fait passer Claude pour son amant, elle le prévient de sa mise sur la liste noire de la Mafia, et lui évite de périr dans un piège tendu par Salvatore. Elle l'emmène ensuite à Staunton où elle lui présente Asuka. Toutes deux semblent avoir des relations intimes.
Dans Grand Theft Auto: San Andreas, on apprend que Maria a rencontré Salvatore au Caligula's Casino de Las Venturas où elle était serveuse. Grand Theft Auto: Liberty City Stories la présente comme une droguée nymphomane, qui va jusqu'à se proposer comme prix à remporter à la suite d'une course de rues.
Sa fin est ambiguë : la cinématique finale la montre avec Claude, puis parlant pendant que l'écran devient sombre, avant d'être interrompue par un coup de feu. On ne sait donc pas qui en est l'auteur.

## Employeurs

### Rencontres personnelles

#### Luigi Gotrelli
Luigi est le propriétaire du Sex Club 7, une boîte de strip tease du Red Light District. C'est le premier employeur de Claude. Il lui donne de plusieurs missions, souvent en rapport avec le transport et la protection de prostituées.

#### Joey Leone
Joey Leone est le fils de Salvatore, et il possède un garage automobile à Trenton. Il propose à Claude des missions diverses concernant notamment le braquage d'un fourgon blindé et d'une banque. Il l'introduit également auprès de Toni Cipriani. Son père souhaite qu'il trouve une épouse et fonde une famille, mais Joey, peu intéressé, semble nettement plus enthousiaste quand il s'agit de passer du bon temps avec Misty, une prostituée que lui fournit Luigi Gotrelli.

#### Toni Cipriani
Toni Cipriani est un homme de main de la famille Leone. Il vit chez sa mère dans un restaurant italien de St. Marks et livre une guerre sans merci aux Triades pour gagner le respect de sa mère, et présente Salvatore à Claude.
Toni est le héros de Grand Theft Auto: Liberty City Stories qui raconte sa montée en puissance au sein de la famille.

#### Salvatore Leone
Salvatore est le parrain de la famille Leone, et il vit dans un manoir surplombant la plage de Portland. Après avoir confié plusieurs missions contre le Cartel à Claude, il tente de le tuer, croyant qu'il est l'amant de sa seconde femme Maria. Par la suite, Claude assassine Salvatore pour le compte des Yakuza.
Salvatore apparaît à plusieurs reprises dans Grand Theft Auto: San Andreas où il tente de se débarrasser de deux familles concurrentes, et dans Grand Theft Auto: Liberty City Stories dans lequel il tente de maintenir sa famille au-dessus des autres gangs de la ville malgré les manœuvres d'un puissant sicilien qui le fait même envoyer en prison.

#### 8-Ball
8-Ball est un expert en explosifs qui s'évade en même temps que Claude et le présente à Luigi. Blessé aux mains, il aide cependant Claude à faire exploser le navire à bord duquel le Cartel fabrique la SPANK. Il possède des ateliers permettant de piéger des voitures à plusieurs endroits de la ville. Il a une très grande réputation à Portland.
8-Ball réapparaît dans Liberty City Stories dans une mission où il fournit à Toni le matériel nécessaire pour raser le quartier de Fort Staunton. Ses ateliers apparaissent également à Vice City et San Andreas (Los Santos), bien qu'il ne soit pas présent.

#### Asuka Kasen
Asuka Kasen est à la tête des Yakuza. Elle connaît Maria depuis l'université et toutes deux ont des pratiques sado-masochistes. Elle donne plusieurs missions à Claude (visant notamment à réduire l'importance de la Mafia), et lui présente son frère Kenji et Ray Machowski.
Grand Theft Auto: Liberty City Stories met pour sa part en scène le père d'Asuka et de Kenji ; nommé Kazuki, qui est assassiné par Toni Cipriani. Peu de temps après, son épouse Toshiko se suicide.

#### Kenji Kasen
Kenji Kasen est le codirigeant des Yakuzas de Liberty City avec Asuka, dont il est le frère. Il dirige un casino à Staunton Island, où il donne également les missions à Claude. C'est un obsédé de l'honneur, et ses missions consistent souvent à venir en aide à d'autres membres de son organisation criminelle.
Pour influer sur les prix de l'immobilier, Donald Love est prêt à tout, et demande à Claude Speed d'assassiner Kenji. Le but de cette manœuvre est de déclencher une guerre de gangs sans merci entre les Yakuzas et le Cartel colombien, afin de faire baisser les prix de l'immobilier dans les quartiers où Donald Love souhaite effectuer des transactions.
Les Yakuzas ne sauront réellement jamais qui a tué Kenji. Claude s'est fait passer pour un membre du Cartel des Colombiens avec sa voiture, lors de l'assassinat dans un parking.

#### Ray Machowski
Ray Machowski est un policier corrompu de Liberty City.Il demandera à Claude de tuer Leon Mcaffrey, un autre policier corrompu et ancien collegue de Machowski. Il travaille secrètement en réalité pour les Yakuzas. Il fait très attention à tout ce qu'il dit et voit, car la CIA enquête sur sa personne. Cela l'amènera à partir à Miami.

#### Donald Love
Donald Love est le propriétaire de Love Media, qui contrôle chaines de télévisions, ou radios. Après avoir demandé de l'aide à Claude, il disparaitra mystérieusement.
3 ans plus tôt, il devait déjà quitter la ville à cause de problèmes qui l'opposaient au Cartel des Colombiens. Il avait également tenté de devenir maire de la ville.
Dans son temps libre, il s'adonne à des passions étranges, dont la nécrophilie et l'antropophagisme. Son personnage de magnat de l'immobilier s'inspire de Donald Trump. Dans les années 1980, il faisait son apprentissage à Vice City sous la tutelle d'Avery Carrigton. Il apparait brièvement dans Grand Theft Auto: Vice City, dont l'action se déroule en 1986.
Il organise des "Morgues Parties" où il mange les corps de ses ennemis politiques. Il demande à plusieurs reprises que Toni Cipriani lui ramène des cadavres volés.

### Téléphones publics

#### El Burro
El Burro (« l'Âne ») est le leader du gang portoricain des Diablos. Il donne des missions à Claude par l'intermédiaire d'un téléphone public. Il dirigerait apparemment un business de magazines pornographiques dans Red light district (remarque : dans GTA : Chinatown wars, on peut apercevoir un dealer qui porte le nom de El Burros).

#### Marty Chonks
Marty est le possesseur d'une usine de pâtée pour chien. Il a besoin d'argent et pratique plusieurs activités illégales, avec l'aide de Claude.

#### King Courtney
King Courtney est le leader du gang jamaïcain des Yardies, et il donne également des missions à Claude par l'intermédiaire d'un téléphone public. Après avoir complété ses missions néanmoins, les Yardies tenteront de tuer Claude lorsqu'il rentrera sur leurs territoires. La dernière mission était en réalité un piège de Catalina pour tuer Claude.

#### D-Ice
Leader du gang de banlieue de la vallée de Shoreside, les Red Jacks, plusieurs de ses attaques seront tournées contre l'autre gang rival de banlieue, les Nines. Claude réduira beaucoup les « effectifs » de ce gang ennemi.

## Personnages secondaires

### Miguel
Miguel est le chef du Cartel des Colombiens (en association avec Catalina). Aperçu dans une mission de Salvatore, il est ensuite capturé par les Yakuza. Torturé dans un chantier par Asuka, il fournit à Claude et à ses alliés de précieuses informations sur les agissements du Cartel. Catalina le tue ainsi qu'Asuka, lorsqu'elle vient enlever Maria.
Miguel apparait également dans Grand Theft Auto: Liberty City Stories, dans une mission où Toni doit négocier avec lui. Cette mission est à l'origine des mauvaises relations entre la famille Leone et le Cartel (Miguel trahissant Toni). Lorsque Toni tue Miguel, ce dernier est en réalité juste blessé.

### Momma Cipriani
La mère de Toni Cipriani n'est pas visible dans le jeu. On l'entend cependant à plusieurs reprises, criant depuis le restaurant où elle réside. Elle se plaint continuellement de son fils, regrettant qu'il ne soit pas aussi courageux que son père.
Elle intervient également dans Grand Theft Auto: Liberty City Stories (sans se montrer), donnant plusieurs missions à Toni qui tente de lui prouver qu'il vaut son père. Elle engage même des tueurs à gages pour exécuter son fils dont elle a honte, jusqu'à ce qu'il soit intronisé par Salvatore.

### Le Vieux Bridé
Le Vieux Bridé, comme l'appelle Donald Love, apparaît tout d'abord dans la cinématique d'introduction : le Cartel attaque le convoi dans lequel il est prisonnier pour l'enlever. Durant une mission, Claude doit le libérer de l'entrepot du Cartel. Par la suite, on l'aperçoit en train d'enseigner le Taï-Chi à Donald.

### Mickey Hamfists
Mickey est le garde du corps de Luigi. Il transmet à plusieurs reprises les instructions de ce dernier à Claude.
Dans Grand Theft Auto: Liberty City Stories, Mickey fait une courte apparition lorsqu'il exécute J.D. O'Toole (alors propriétaire du club de Luigi) sur ordre de Salvatore.

### Misty
Misty est une prostituée travaillant au Sex Club 7. C'est également la copine de Joey Leone. Claude est amené à la conduire à plusieurs reprises à divers endroits. À chaque fois, Luigi lui demande de « garder les mains sur le volant, et pas sur Misty ».
La représentation de Misty visible sur la boîte de jeu et dans les écrans de chargement apparaît sous forme de cible dans Grand Theft Auto: Vice City , sur des cartes à jouer dans Grand Theft Auto: San Andreas et on peut aussi choisir Misty comme parent dans Grand Theft Auto : Online édition (PS4, Xbox One et PC) pour le joueur online.

### Mike « Babines » Forelli
Mike Forelli est un membre de la famille Forelli que Claude est chargé d'exécuter. Claude piège sa voiture pendant qu'il déjeûne au bistro de Marco (dont le slogan est « Eat 'till you explode », c'est-à-dire « mangez jusqu'à exploser »). Mike meurt donc en tentant de faire démarrer son véhicule.

### Leon McAffrey
Leon McAffrey est un policier corrompu, autrefois grand ami de Ray Machowski ; ce dernier ordonnera néanmoins à Claude Speed de le tuer, lors d'un transfert à l'hôpital. McAffrey joue un rôle plus large dans Grand Theft Auto: Liberty City Stories.

### Phil Cassidy
Phil Cassidy est un ami de Ray Machowski. Il est vendeur d'armes lourdes qui seront utiles à Claude. Il apparait dans une mission ou on doit défendre son « magasin » d'armes à Staunton. Il n'a qu'un seul bras, prétextant qu'il a perdu l'autre lors d'une guerre au Nicaragua. En réalité, il a perdu son bras quinze ans plus tôt à Vice City lors d'un mauvais maniement d'explosifs.
Il est supposé que Phil habitait à Vice City avant de s'installer à Liberty City, il joue un rôle beaucoup plus large dans Grand Theft Auto: Vice City, et Grand Theft Auto: Vice City Stories, où il accompagne et aide les héros, Vic et Lance Vance.  Il fait également une apparition dans Grand Theft Auto: Liberty City Stories, où il était le contact de Toshiko Kasen.

### Bob le Frisé
Bob le Frisé est le barman du Sex Club 7. Salvatore ayant découvert qu'il informait le Cartel des agissements de la Mafia contre de la SPANK, il demande à Claude de l'exécuter. C'est en accomplissant cette mission que Claude découvre la complicité qui lie Miguel et Catalina.

## Darkel et Curtly, personnages supprimés
Deux personnages cités dans les crédits du jeu n'apparaissent pas dans sa version finale : Darkel et Curtly. Si seul le nom du second est connu, le premier a beaucoup plus fait parler de lui. Ce devait être un révolutionnaire ayant pour ambition de ruiner l'économie de la ville. Il devait à l'origine donner les missions "rodéo" du jeu, consistant à tuer un certain nombre de personnes en un temps donné.